# Channa argus
Channa argus (змієголов північний) — вид лабіринтових риб родини Змієголові (Channidae).

## Поширення
Channa argus населяє річки на північному сході Китаю, Корейському півострові та прилеглих районах Росії.

## Опис
Максимальна довжина тіла становить понад 1 м (є дані про особини до 1,5 м). Вага — до 8 кг.

## Спосіб життя
Мешкає у зарослих водоростями водоймах на мілині. Легко переносить дефіцит кисню. Тіло суцільно покрите слизю, наявні спеціальні надзяброві органи для дихання атмосферним повітрям. Зміїголову необхідне дихання атмосферним повітрям, якщо доступ атмосферного повітря буде перегороджений для змієголова, то він гине навіть у свіжій воді. Легко переносить високу мінералізацію. У висохлих водоймах він заривається у вириту ним камеру у мулі глибиною до 60 см і змащену слизом і знаходиться там до наступного дощового сезону або до підвищення рівня води. Може жити поза водою до п'яти діб. Легко переповзає між водоймами на значні відстані.
Channa argus — хижак, живиться дрібною рибою, жабами, личинками комах та одноденками в період їхнього масового роїння.

## Розмноження
Статевозрілості досягає у дворічному віці при довжині тіла 30-35 см. Нерест у червні-липні при температурі води 20-26 °С. Плідність — 20-120 тисяч ікринок. Будує гніздо діаметром до 1 м з рослин. Ікринки мають жирову краплю, тому злегка спливають і розвиваються в товщі води. Обоє батьків охороняють гніздо, плавниками створюючи струм води для нормальної аерації ікринок. Охороняють також і мальків.

## Значення
Промисловий вид. Потенційно перспективна риба для ставкового розведення. У ряді країн визнаний шкідливим видом, тому що швидко заселює водойми і винищує, так звану, «білу» рибу.
Ловлять зазвичай на донну вудку, приманка — дощові черв'яки, дрібна мертва риба, жаби, м'ясо річкових молюсків. Процес ускладнює прагнення змієголова сховатися в корчах і водоростях.
З точки зору кулінарії м'ясо Channa argus смачне. Луску чистити не треба. Досить зробити надріз і зняти як панчоху разом із шкірою. Зважаючи на відсутність дрібних кісток (тільки хребет) з неї виходять не тільки смачні  котлети, заливне, а й хве.